# Бетансос (футбольный клуб)
«ФК Бетансос» (исп. Betanzos Club de Fútbol) — испанский футбольный клуб из города Бетансос, провинция Ла-Корунья, Галисия. Основан в 1952 году, он играет в Tercera División — Group 1. Домашние матчи проводит на стадионе «Гарсия Эрманос» (Estadio García Hermano), вмещающем 500 зрителей.

## История
Основанный в 1952 году как футбольный клуб «Бригантиум» (Brigantium Club de Fútbol). В 1992 году он сменил свое название на «ФК Бетансос».

## Стадион
Стадион с 1991 года называется «Гарсия Эрманос» (García Hermanos) вместимостью 500 мест (заменив «О Каррегала»(O Carregal), который теперь зарезервирован для матчей и тренировок более низких команд).

## Известные игроки
- Даниэл Родригес